# Renault Samsung SM7
Samsung SM5 — бізнес-автомобіль який випускається компанією Renault Samsung Motors з 2004 року. 

## Перше покоління

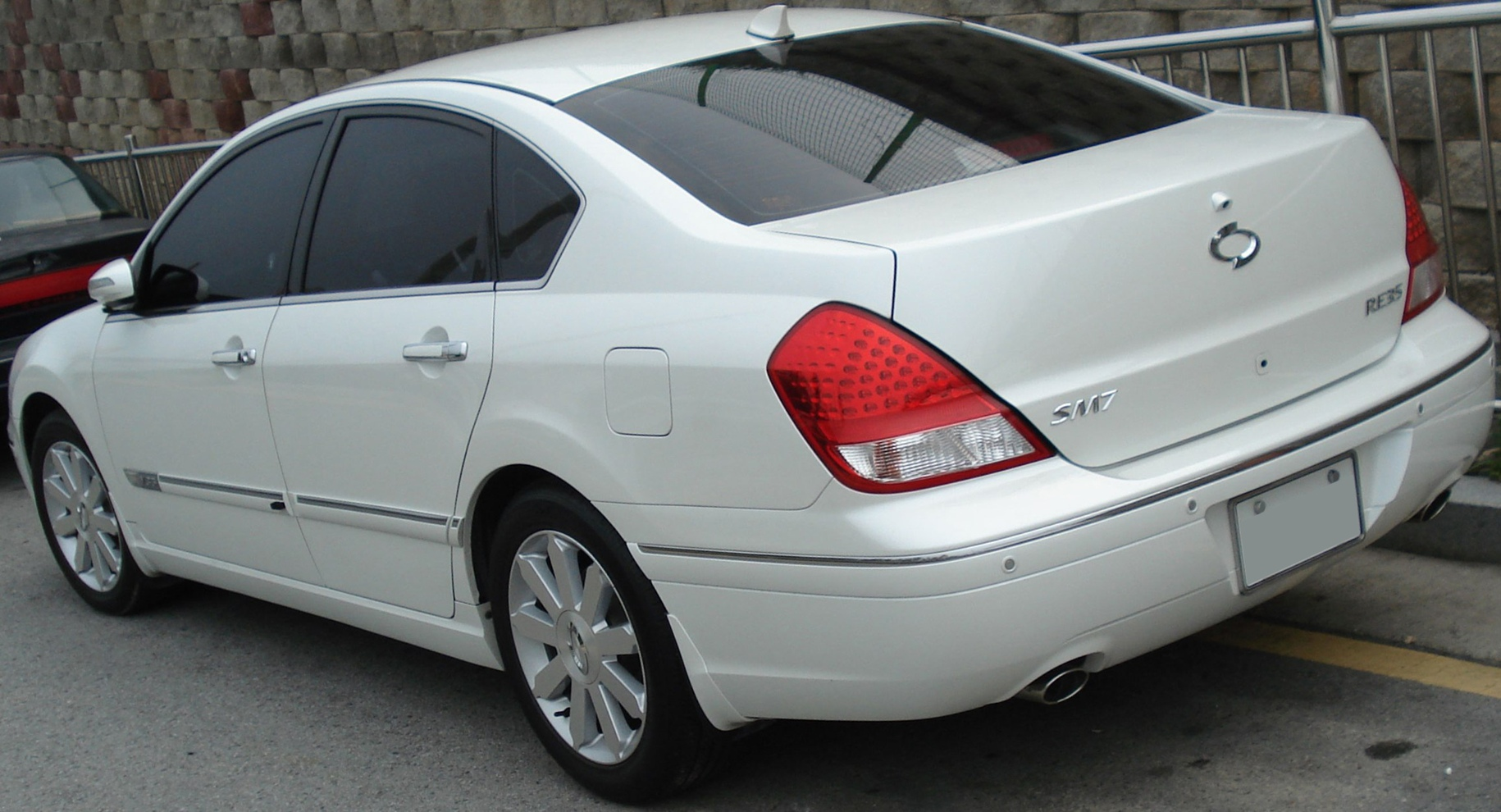
Samsung SM7 (2004-2007)

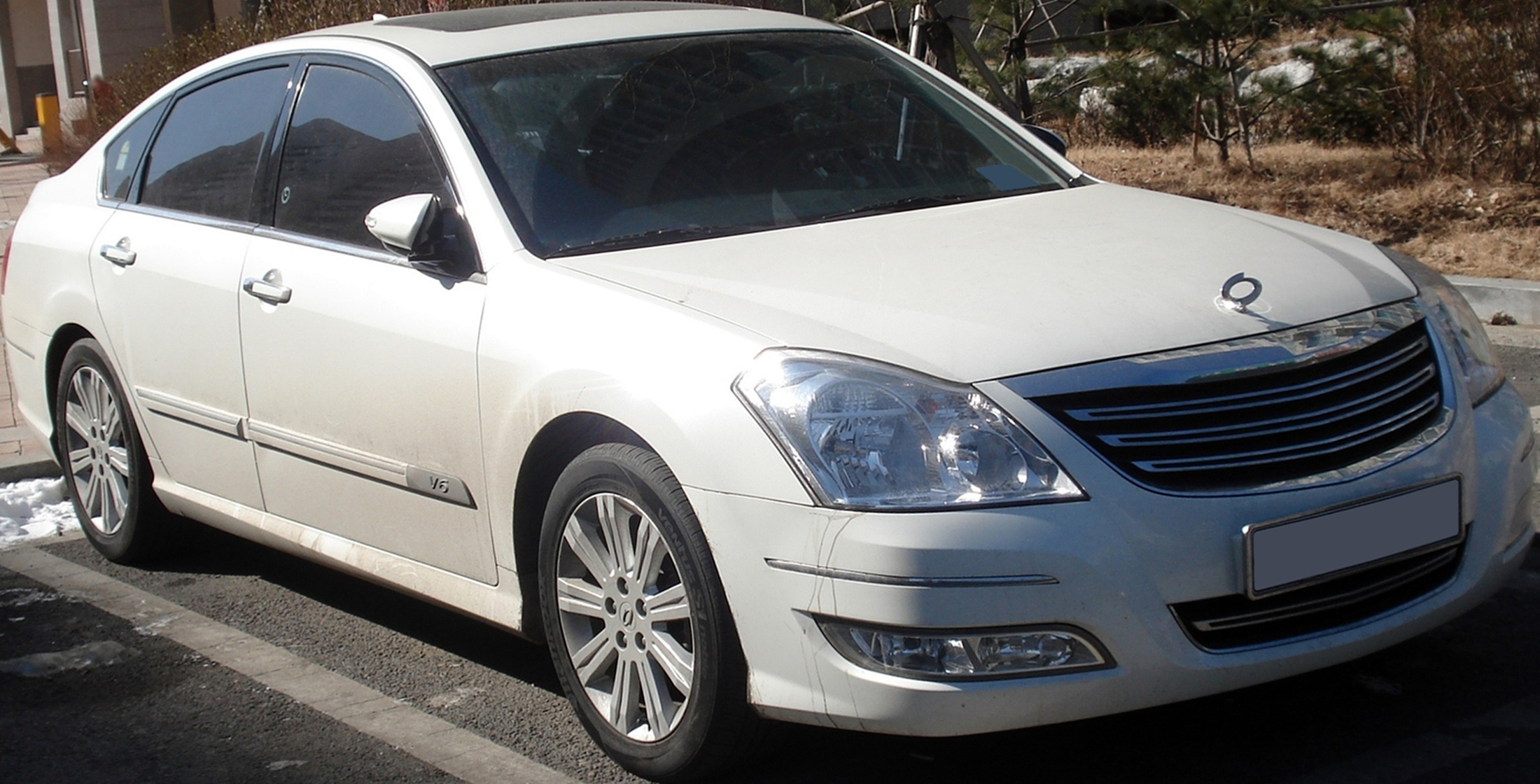
Samsung SM7 New Art (2008-2011)

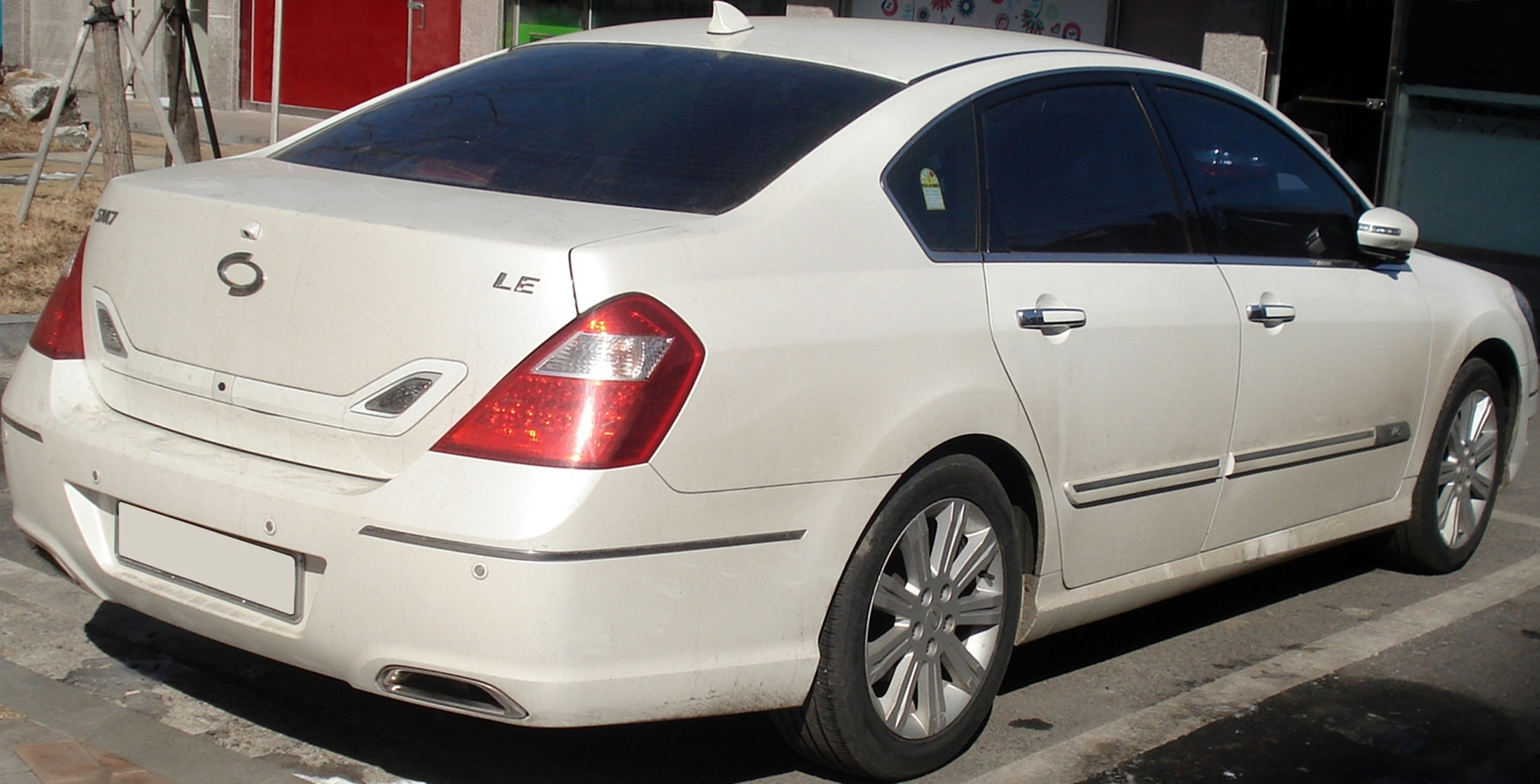
Samsung SM7 New Art (2008-2011)

Перше покоління SM5 базується на ніссанівській платформі Nissan J31, на якій побудовані також Nissan Teana I (на азійському і європейському ринках) і шосте покоління Nissan Maxima (у Північній Америці). Оснащується 2-ма двигунами - 2,3-літровим V6 і 3,5-літровим аналогом, обидва від Nissan.

### Технічні характеристики стандартної серії
| Модель               | Циліндри | Об'єм     | Довжина  | кВт/к.с. |
| -------------------- | -------- | --------- | -------- | -------- |
| SM7 SE A/T           | V6       | 2.349 см³ | 4.945 мм | 125/170  |
| SM7 RE35 A/T         | V6       | 3.498 см³ | 4.945 мм | 160/217  |
| SM7 eXtreme XE A/T   | V6       | 2.349 cm³ | 4.945 мм | 125/170  |
| SM7 eXtreme XE35 A/T | V6       | 3.498 см³ | 4.945 мм | 160/217  |
| SM7 PREMIERE A/T     | V6       | 3.498 см³ | 4.945 мм | 160/217  |

### Технічні характеристики серії New-Art
| Модель              | Циліндри | Об'єм     | Довжина  | кВт/к.с. |
| ------------------- | -------- | --------- | -------- | -------- |
| SM7 New Art SE      | V6       | 2.349 см³ | 4.950 мм | 125/170  |
| SM7 New Art SE Plus | V6       | 2.349 см³ | 4.950 мм | 125/170  |
| SM7 New Art LE      | V6       | 2.349 см³ | 4.950 мм | 125/170  |
| SM7 New Art LE35    | V6       | 3.498 см³ | 4.950 мм | 160/217  |
| SM7 New Art RE35    | V6       | 3.498 см³ | 4.950 мм | 160/217  |

## Друге покоління

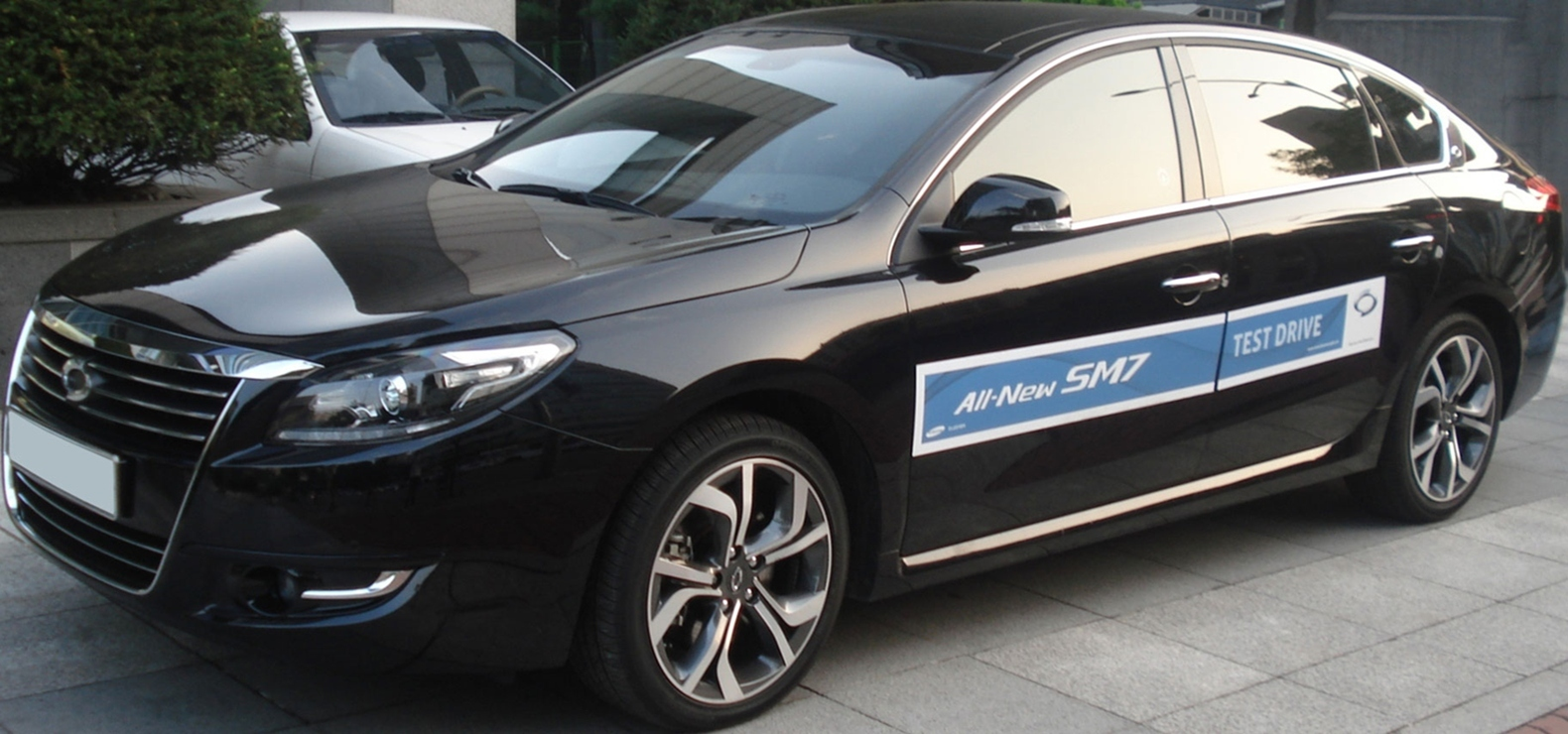
Samsung All New SM7 (2011-2020)

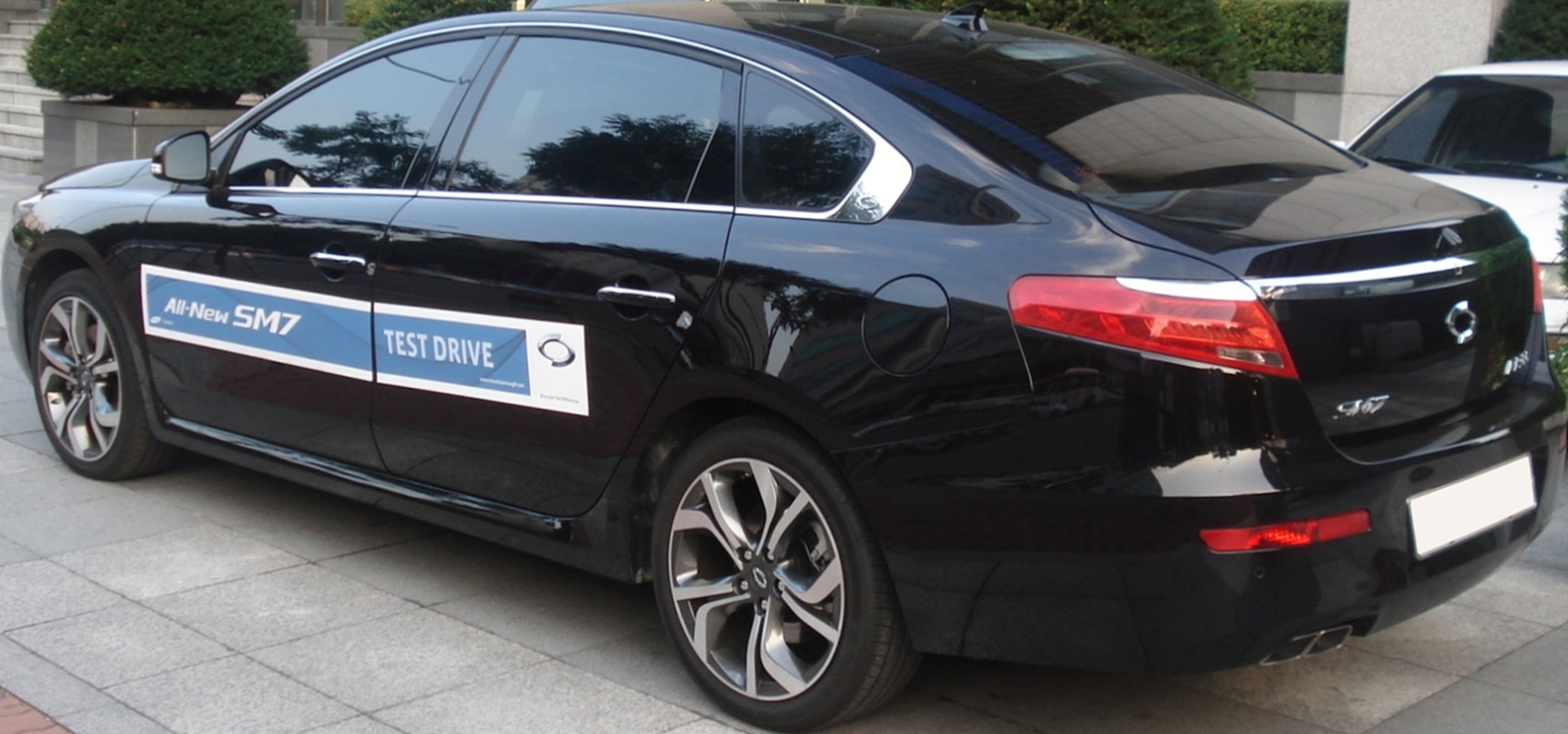
Samsung All New SM7 (2011-2020)

Нове покоління SM7 засноване на подовженій платформі від третього покоління Renault Samsung SM5. У Кореї продажі почалися в серпні 2011 року. Також автомобіль буде продаватися на китайському і, можливо, російському ринку під назвою Renault Talisman.